# 派克縣 (密蘇里州)
派克縣（英語：Pike County）是美國密蘇里州東北部的一個縣，東隔密西西比河與伊利諾伊州相望。面積1,774平方公里。根據美國2000年人口普查，全县共有人口18,351人。縣治鲍林格林 (Bowling Green)。
成立於1819年2月1日。縣名紀念美國探險家紀伯倫·蒙哥馬里·派克。